# Do or Die: Nico in Europe
Pour les articles homonymes, voir Do or Die.
Albums de Nico
Drama of Exile
(1981) Camera Obscura
(1985)
Do or Die: Nico in Europe est un album live de la chanteuse Nico retraçant sa tournée européenne de janvier-mars 1982.

## Titres
Toutes les chansons sont de Nico, sauf indication contraire.
1. Janitor of Lunacy – 4:02¹
2. All Tomorrow's Parties (Lou Reed) – 4:44¹
3. Sãeta (Nico, Philippe Quilichini) – 4:19²
4. Sãeta (Nico, Quilichini) – 2:56⁶
5. Vegas (Nico, Quilichini) – 3:13²
6. No One Is There – 4:02³
7. Innocent and Vain – 2:23⁴
8. Secret Side – 3:43³
9. Procession – 3:06⁴
10. Heroes (David Bowie, Brian Eno) – 5:52⁵
11. Femme Fatale (Reed) – 3:03⁴
12. All Tomorrow's Parties (Reed) – 2:43³
13. I'm Waiting for the Man (Reed) – 6:30¹
14. The End (John Densmore, Robbie Krieger, Ray Manzarek, Jim Morrison) – 8:13³

- ¹ : enregistré à Bologne, le 28 mars
- ² : enregistré à Rotterdam, le 7 mars
- ³ : enregistré à Copenhague, le 14 février
- ⁴ : enregistré à Londres, le 18 janvier
- ⁵ : enregistré à Amsterdam, le 6 mars
- ⁶ : Piccadilly radio session, janvier

## Personnel
- Nico : chant, harmonium
- Blue Orchids (en) :
  - Martin Bramah : guitare, chœurs
  - Rick Goldstraw : guitare
  - Una Baines : claviers
  - Steve Garvey : basse, chœurs
  - Toby Toman : batterie